# 赫連謂以代
赫連谓以代（?—?），中国五胡十六国时代匈奴铁弗部人，夏國开国皇帝赫连勃勃的儿子。
430年八月初六，赫连谓以代被哥哥夏国皇帝赫连定派去攻击北魏的鄜城（今陕西省洛川县东南）。北魏平西将军、始平公拓跋隗归等率兵反击，一万余人夏军被杀死，赫连谓以代远逃。次年，赫连定被吐谷浑俘虏，夏国灭亡。